# Combretum fuscum
Combretum fuscum là một loài thực vật có hoa trong họ Trâm bầu. Loài này được Planch. ex Benth. mô tả khoa học đầu tiên năm 1849.